# Andrés Rinderknecht
Andrés Juan Rinderknecht López (* 20. März 1977 in Montevideo) ist ein uruguayischer Wirbeltierpaläontologe.

## Leben
Rinderknecht begann als Amateursammler und kam 1989 als Zwölfjähriger an das Museo Nacional de Historia Natural de Uruguay in Montevideo, wo er 1997 zum ehrenamtlichen Mitarbeiter ernannt wurde. Im selben Jahr schrieb er sich an der Universidad de la República (UdelaR) ein, wo er 2005 die Licenciado erwarb und 2011 im Rahmen des Programa de Desarrollo de las Ciencias Básicas (PEDECIBA) mit der Arbeit Estudio sobre los roedores gigantes del Uruguay, Departamento de San José (Mioceno tardío-Pliocene) y sus implicancias para la sistemática y taxonomía de la familia Dinomyidae (Mammalia, Rodentia) zum Master graduiert wurde. 2019 wurde er mit der Dissertation Evolución, paleobiología y sistemática de la Familia Dinomyidae (Mammalia, Rodentia) an der Fakultät für Naturwissenschaften derselben Universität zum Doktor in den Biowissenschaften promoviert.
Von 1999 bis 2012 war Rinderknecht Mitarbeiter an der wissenschaftlichen Fakultät und 2005 wurde er leitenter Kurator in der paläontologischen Abteilung des Museo Nacional de Historia Natural de Uruguay in Montevideo.
Rinderknecht hat an nationalen und internationalen wissenschaftlichen Kongressen teilgenommen und mehrere Forschungsarbeiten in seinem Fachgebiet veröffentlicht.
Rinderknechts Forschungsinteresse gilt unter anderen riesigen prähistorischen Nagetieren, aber auch Zahnarmen, die im Miozän und Pliozän in Südamerika gelebt haben, darunter Josephoartigasia monesi, das größte bekannte Nagetier, das er 2008 erstbeschrieb.
Von 2015 bis 2017 wirkte Rinderknecht in der Dokumentarreihe Paleodetectives mit.

## Erstbeschreibungen von Andrés Rinderknecht
- Arazamys Rinderknecht, Bostelmann & Ubilla, 2011
- Arazamys castiglionii Rinderknecht et al., 2011
- Caracara major Jones, Rinderknecht, Migotto & Blanco, 2013
- Giganhinga Rinderknecht & Noriega, 2002
- Giganhinga kiyuensis Rinderknecht & Noriega, 2002
- Josephoartigasia monesi Rinderknecht & Blanco, 2008
- Kiyumylodon Rinderknecht, Perea & McDonald, 2007
- Kiyumylodon lecuonai Rinderknecht et al., 2007
- Lestobradys Rinderknecht, Bostelmann, Perea & Lecuona, 2010
- Lestobradys sprechmanni Rinderknecht et al., 2010
- Neoglyptatelus uruguayense Fernicola, Rinderknecht, Jones, Vizcaíno & Porpino, 2017
- Pachyarmatheriidae Fernicola, Rinderknecht, Jones, Vizcaíno & Porpino, 2018
- Pseudoseisuropsis cuelloi Claramunt & Rinderknecht